# Qianhong Gotsch
Qianhong Gotsch, właśc. He Qianhong, chiń. 何千紅 (ur. 7 września 1968 w Tianjin) – niemiecka tenisistka stołowa pochodzenia chińskiego, mistrzyni Europy.
Dwukrotnie była medalistką mistrzostw Europy. Startując na jedynych mistrzostwach Europy w Bremie (2000), zdobyła złoty medal w grze pojedynczej i srebrny drużynowo.
Startowała w igrzyskach olimpijskich w Sydney (2000), gdzie odpadła w ćwierćfinale gry pojedynczej, a w jedynych mistrzostwach świata, gdzie startowała (w Eindhoven w 1999) nie odniosła sukcesu. Bliska strefy medalowej była na drużynowych mistrzostwach świata w Kuala Lumpur w 2000, gdzie wraz z koleżankami zajęła miejsca 5-8.
Dwukrotna zwyciężczyni prestiżowego turnieju Europa Top 12 (1999, 2000).